# 线羽贯众
线羽贯众（学名：Cyrtomium urophyllum），为鳞毛蕨科贯众属下的一个植物种。